# Leo de Bever

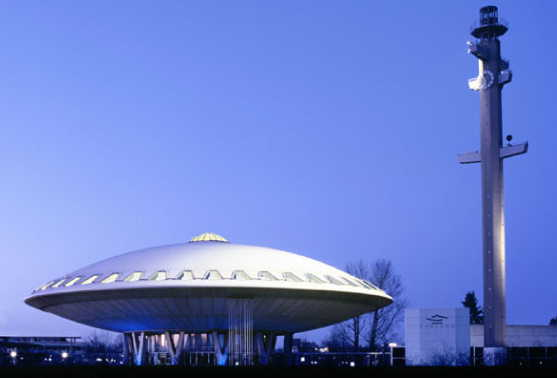
Evoluon te Eindhoven.

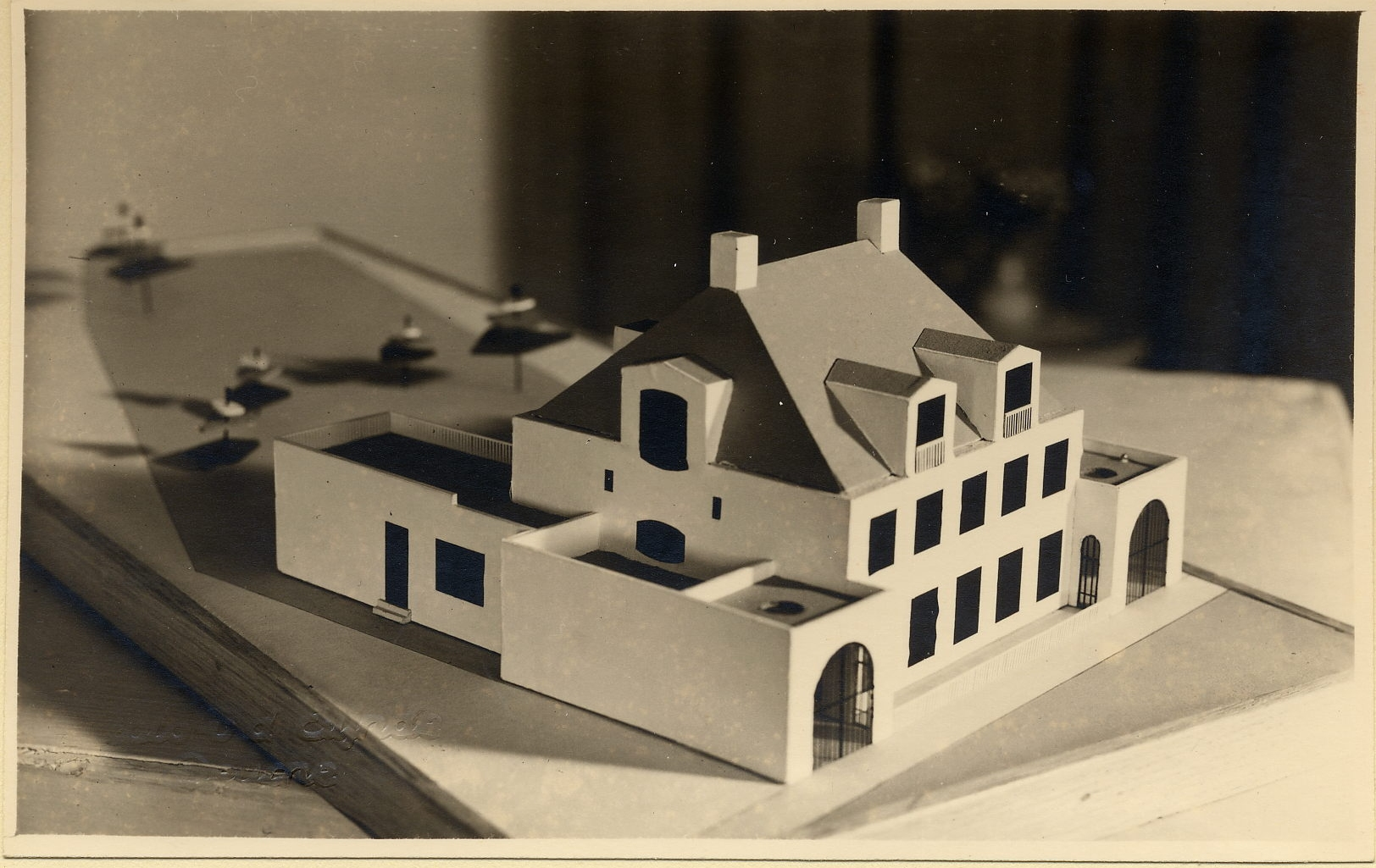
Maquette van te bouwen pand apotheek in 1957 Deurne naar ontwerp van Leo de Bever en zijn vader.

Leonardus Lodewijk Josephus (Leo) de Bever (Eindhoven, 14 juli 1930 – aldaar, 14 augustus 2015) was een Nederlands architect. Leo de Bever was de zoon van Kees de Bever en de kleinzoon van Louis Kooken die als architecten vele gebouwen in Eindhoven en omgeving hebben ontworpen aan het einde van de negentiende en het begin van de twintigste eeuw.

## Levensloop
Na de dood van hun vader in 1965 nemen Leo de Bever en zijn broer Loed de Bever De Bever Architecten over. Leo heeft zijn opleiding aan de Academie voor Bouwkunst van de Leergangen te Tilburg genoten en heeft praktische ervaring opgedaan bij de architectenbureaus van Vincenzo, Fausto en Lucio Pascarellig te Rome, Gio Ponti te Milaan en Marcel Breuer te New York. Zijn graad van Master in Architecture behaalt hij aan de Cornell University te Ithaca in de Verenigde Staten. Voortbouwend op de bestaande contacten met de opdrachtgevers voeren de beide broers veelsoortige maar vooral grootschalige projecten uit, die zich qua aanzien voegen in de pluriformiteit van de eigentijdse architectuur waardoor het minder gemakkelijk is tot een eigen herkenbaar handschrift te komen. Opvallende gebouwen waar vooral Leo de Bever de hand in heeft, zijn: het Evoluon i.s.m. Louis Kalff (1962-66), De Weerde (1966), Lidwinakerk Best (1965), kantorencomplex Fellenoord (1973-82), Rabobank Nederland i.s.m. Kraaijvanger (1966-79), Holiday Inn (1970), PSV-stadion (1975-78), Kunstijsbaan (1981), De Lage Landen (1983), Eindhoven Airport (1984), MCB Valkenswaard (1984-91), Gemeentecentrum Veldhoven (1985-88), Burgers Verwarming (1987), EPZ (1990), Stadskantoor (1993-95).
Het architectenbureau van Leo de Bever en zijn broer Loed de Bever is in 1996 overgenomen door hun beider zonen, Stefan de Bever en Prosper de Bever. Sinds 2007 wordt het bureau geleid door Stefan de Bever en Heleen van Heel.
In mei 2011 ontving hij de onderscheiding Ridder in de Orde van Oranje-Nassau.
Op 18 maart 2013 werd bekend dat het Ministerie van Onderwijs, Cultuur en Wetenschap het Evoluon heeft voorgedragen als Rijksmonument.

## Werken
- het Catharina Ziekenhuis te Eindhoven, uit 1965
- het Evoluon te Eindhoven, uit 1966
- de Lidwinakerk te Best, uit 1966
- de ambachtsschool St. Joseph te Roosendaal, uit 1967
- het hoofdkantoor van de Rabobank te Eindhoven, 1962-1970
- het kantoorgebouw van Agio, te Duizel, 1970
- het Jeroen Bosch College, te 's-Hertogenbosch, 1975
- het kantoor van de Rabobank te Best, uit 1976
- het Fellenoordcomplex te Eindhoven, uit 1978
- de kunstijsbaan van het IJssportcentrum Eindhoven, uit 1981
- Eindhoven Airport te Eindhoven, uit 1983
- het hoofdkantoor van De Lage Landen, een dochteronderneming van de Rabobank aan de Vestdijk te Eindhoven, uit 1987
- Muziekkiosk Wim van Doorne in het Stadswandelpark te Eindhoven, uit 1988

- International Standard Name Identifier: 0000 0003 9104 9151
- Nederlandse Thesaurus van Auteursnamen: 184937302
- RKD-Nederlands Instituut voor Kunstgeschiedenis: 473538
- Virtual International Authority File: 284808754
- WorldCat: E39PBJrgKVB7cdjGFD4RQrPWjC